# 学校法人中村学園 (福岡県)
学校法人中村学園（がっこうほうじんなかむらがくえん）は福岡県福岡市城南区に法人本部をおく学校法人。理事長は中村量一、創立者は中村ハル。

## 設置している学校
- 中村学園大学
- 中村学園大学短期大学部
- 中村学園女子中学校・高等学校
- 中村学園三陽中学校・高等学校
- 中村学園大学附属あさひ幼稚園
- 中村学園大学附属壱岐幼稚園
- 中村学園大学附属おひさま保育園